# Sân bay quốc tế Los Angeles
Sân bay quốc tế Los Angeles (Los Angeles International Airport) mã là KLAX, là sân bay phục vụ ở thành phố Los Angeles, bang California. Người dân California thường gọi sân bay này là LAX với việc đánh vần từng chữ riêng. Sân bay có 4 đường cất hạ cánh dài lần lượt là: 3382 m, 3135 m, 2720 m và 3382 m. KLAX phục vụ khách bay thẳng 2 tuyến điểm (không phải transit) nhiều hơn bất kỳ sân bay bận rộn trên thế giới. LAX là sân bay bận rộn thứ 5 thế giới nếu tính lưu lượng khách phục vụ. Sân bay đã phục vụ khoảng 61.95.548 hành khách năm 2007 và 70 triệu lượt khách năm 2014. LAX đứng thứ 3 về lượng khách thông qua ở các sân bay Hoa Kỳ. Nếu tính riêng lượng khách quốc tế, LAX là sân bay bận rộn thứ 2, chỉ sau Sân bay quốc tế John F. Kennedy ở Thành phố New York. Nhưng chỉ xếp thứ 20 thế giới về tiêu chí này. Trước 11 tháng 9, đây là sân bay bận rộn thứ 3 thế giới. LAX là sân bay trung tâm của hãng hàng không United Airlines. LAX phục vụ các điểm đến như Bắc Mỹ, Mỹ Latinh, châu Á và châu Đại Dương. Các hãng hang không nổi tiếng ở sân bay này là: United (19.57% lượng khách, kết hợp với số khách của United Express), American chiếm (15%) và hãng Southwest (12.7%). LAX cũng là một thành phố tập trung của Alaska Airlines và là một cửa ngõ cho hãng Delta Air Lines.
Diện tích sân bay vào khoảng 3.425 ha (14km²), nằm bên bờ Thái Bình Dương của Los Angeles, cách trung tâm thành phố này 15 dặm (24km) về phía tây nam trung tâm Los Angeles. Vị trí của sân bay này ở bên bờ biển nên thường phải chịu cảnh sương mù dày đặc, lúc đó các chuyến bay buộc phải chuyển qua Sân bay quốc tế Ontario (Ontario International Airport) ở Hạt San Bernardino các LAX 47 dặm (76 km) về phía đông.
Dù LAX là sân bay lớn nhất ở thành phố Los Angeles, khu vực này vẫn phải phụ thuộc vào nhiều sân bay khác do quy mô của vùng đô thị Đại Los Angeles rộng lớn. Nhiều tuyến điểm du lịch của vùng này gần các sân bay thay thế khác trong khu vực hơn LAX như Hollywood và Công viên Griffith gần Sân bay Bob Hope hơn (toạ lạc tại Burbank) thuộc Quận Los Angeles (Los Angeles County).

## Các nhà ga (Terminal), các hãng hàng không và các điểm đến:
| Hãng hàng không                                        | Các điểm đến | Ga            |
| ------------------------------------------------------ | --- | ------------- |
| Aeroflot                                               | Moscow-Sheremetyevo | TBIT          |
| Aeroméxico                                             | Guadalajara, Thành phố México Theo mùa: Cancún | 2             |
| Aeroméxico Connect                                     | Hermosillo,La Paz (Mexico), León/Del Bajío Theo mùa: Culiacán | 2             |
| Air Canada                                             | Montréal-Trudeau, Toronto-Pearson | 2             |
| Air Canada Rouge                                       | Calgary, Vancouver | 2             |
| Air China                                              | Bắc Kinh-Thủ đô | 21            |
| Air France                                             | Papeete, Paris-Charles de Gaulle | TBIT          |
| Air New Zealand                                        | Auckland, London-Heathrow, Rarotonga | TBIT          |
| Air Tahiti Nui                                         | Papeete, Paris-Charles de Gaulle | TBIT          |
| Alaska Airlines                                        | Anchorage, Guadalajara, Ixtapa/Zihuatanejo, Manzanillo, Mazatlán, Thành phố México, Portland (OR), Puerto Vallarta, Salt Lake City, San José del Cabo, Seattle/Tacoma, Vancouver, Washington-National | 6             |
| Alaska Airlines vận hành bởi Horizon Air               | Loreto (Mexico), Mammoth Lakes, Medford, Santa Rosa, Seattle/Tacoma Theo mùa: Sun Valley | 6             |
| Alitalia                                               | Theo mùa: Rome-Fiumicino | TBIT          |
| All Nippon Airways                                     | Tokyo-Haneda, Tokyo-Narita | TBIT          |
| Allegiant Air                                          | Bellingham, Boise (bắt đầu từ ngày 5/6/2015), Eugene, Fargo, Grand Junction, Honolulu, Idaho Falls, Medford, Provo Theo mùa: Billings, Cedar Rapids, Des Moines, Fayetteville/Bentonville, Great Falls, Kalispell, Little Rock (bắt đầu từ ngày 4/6/2015), McAllen, Missoula, Montrose (bắt đầu từ ngày 5 tháng 6 năm, 2015), Sioux Falls, Springfield/Branson, Tri-Cities (WA), Tulsa (bắt đầu từ ngày 5/6/2015), Wichita | 3             |
| American Airlines                                      | Atlanta, Austin, Belize City (bắt đầu từ ngày 6/6/2015), Boston, Chicago-O'Hare, Columbus (OH), Dallas/Fort Worth, Guadalajara (bắt đầu từ ngày 4/6/2015), Honolulu, Indianapolis, Kahului, Kailua-Kona, Las Vegas, Lihue, London-Heathrow, Miami, Nashville, New York-JFK, Orlando, St. Louis, San Francisco, San José del Cabo, São Paulo-Guarulhos, Thượng Hải-Phố Đông, Tampa, Tokyo-Narita, Toronto-Pearson, Washington-Dulles, Washington-National, West Palm Beach (ngừng từ ngày 4/5/2015) Theo mùa: Eagle/Vail | 4             |
| American Eagle                                         | Albuquerque, Denver, Edmonton, El Paso, Eugene, Fayetteville/Bentonville, Fresno, Houston-Intercontinental, Monterey, Oklahoma City, Phoenix, Redmond/Bend, Reno/Tahoe, Sacramento, Salt Lake City, San Antonio, San Diego, San Francisco, San Jose (CA), Santa Fe, Tucson, Vancouver Theo mùa: Aspen | 4 (Satellite) |
| Asiana Airlines                                        | Seoul-Incheon | TBIT          |
| Avianca                                                | Bogotá (bắt đầu lại từ ngày 1/7/2015), Guatemala City, San José de Costa Rica, San Salvador | 2             |
| Bamboo Airways                                         | Thành Phố Hồ Chí Minh (bay charter từ 1/9/2021) | TBIT          |
| British Airways                                        | London-Heathrow | TBIT          |
| Cathay Pacific                                         | Hong Kong | TBIT          |
| China Airlines                                         | Đài Bắc-Đào Viên | TBIT          |
| China Eastern Airlines                                 | Nam Kinh (bắt đầu từ ngày 30/6/2015; chờ chính phủ duyệt), Thượng Hải-Phố Đông | TBIT          |
| China Southern Airlines                                | Quảng Châu | TBIT          |
| Copa Airlines                                          | Panama City | 6             |
| Delta Air Lines                                        | Atlanta, Belize City, Boston, Cancún, Cincinnati, Columbus (OH), Detroit, Guadalajara, Guatemala City, Honolulu, Indianapolis, Ixtapa/Zihuatanejo, Kansas City, Kahului, Kailua-Kona, Las Vegas, León/Del Bajío, Lihue, London‑Heathrow, Manzanillo, Mazatlán, Memphis, Miami, Minneapolis/St. Paul, Nashville, New Orleans, New York-JFK, Orlando, Phoenix, Portland (OR), Puerto Vallarta, Raleigh/Durham, Salt Lake City, San José (Costa Rica), San Salvador, Seattle/Tacoma, Thượng Hải-Phố Đông (bắt đầu từ ngày 9/6/2015), Sydney, Tampa, Tokyo-Haneda, Tokyo-Narita Theo mùa: Liberia (CR), Managua (bắt đầu từ ngày 5/6/2015) | 5, 6          |
| Delta Connection                                       | Austin, Boise, Dallas/Fort Worth, Kansas City, Las Vegas, Monterrey, Oakland, Phoenix, Portland (OR), Sacramento, Salt Lake City, San Antonio (bắt đầu từ ngày 7/4/2015), San Diego, San Jose (CA), Seattle/Tacoma, Spokane, Vancouver Theo mùa: Bozeman, Jackson Hole, Kalispell, Missoula | 5, 6          |
| Delta Shuttle                                          | San Francisco | 5, 6          |
| El Al                                                  | Tel Aviv-Ben Gurion | TBIT          |
| Emirates                                               | Dubai-International | TBIT          |
| Ethiopian Airlines                                     | Addis Ababa, Dublin (cả hai bắt đầu từ 18/6/2015) | TBIT          |
| Etihad Airways                                         | Abu Dhabi | TBIT          |
| EVA Air                                                | Đài Bắc-Đào Viên | TBIT          |
| Fiji Airways                                           | Nadi | TBIT          |
| Frontier Airlines                                      | Atlanta (bắt đầu từ ngày 30/4/2015), Chicago-O'Hare (bắt đầu từ ngày 14/4/2015), Denver | 3             |
| Great Lakes Airlines                                   | Kingman, Merced, Prescott | 6             |
| Hawaiian Airlines                                      | Honolulu, Kahului Theo mùa: Kailua-Kona, Lihue | 2             |
| Iberia                                                 | Theo mùa: Madrid | TBIT          |
| Japan Airlines                                         | Osaka-Kansai (bắt đầu lại từ ngày 20/3/2015), Tokyo-Narita | TBIT          |
| JetBlue Airways                                        | Boston, Fort Lauderdale, New York-JFK | 3             |
| KLM                                                    | Amsterdam | TBIT          |
| Korean Air                                             | São Paulo-Guarulhos, Seoul-Incheon | TBIT          |
| LAN Airlines                                           | Lima, Santiago de Chile | TBIT          |
| LAN Perú                                               | Lima | TBIT          |
| Lufthansa                                              | Frankfurt, Munich | TBIT          |
| Norwegian Air Shuttle vận hành bởi Norwegian Long Haul | Copenhagen, London-Gatwick, Stockholm-Arlanda Theo mùa: Oslo-Gardermoen | TBIT          |
| Philippine Airlines                                    | Manila | TBIT          |
| Qantas2                                                | Brisbane, Melbourne, Sydney | TBIT          |
| Saudia                                                 | Jeddah, Riyadh | TBIT          |
| Singapore Airlines                                     | Singapore, Tokyo-Narita | TBIT          |
| Southwest Airlines                                     | Albuquerque, Atlanta, Austin, Baltimore, Chicago-Midway, Dallas-Love, Denver, El Paso, Houston-Hobby, Indianapolis (bắt đầu từ ngày 7/6/2015), Kansas City, Las Vegas, Milwaukee, Nashville, New Orleans, Oakland, Phoenix, Portland (OR) (bắt đầu từ ngày 7/6/2015), Reno/Tahoe, Sacramento, St. Louis, Salt Lake City, San Antonio, San Francisco, San Jose (CA), Tucson Theo mùa: Boise, Omaha | 1             |
| Spirit Airlines                                        | Atlanta (bắt đầu từ ngày 20/8/2015), Baltimore (bắt đầu từ ngày 7/7/2015), Cleveland (bắt đầu từ ngày -6 tháng 4 năm, 2015), Chicago-O'Hare, Dallas/Fort Worth, Denver (bắt đầu từ ngày 16 tháng 4 năm, 2015), Detroit, Fort Lauderdale, Houston‑Intercontinental, Kansas City (bắt đầu từ ngày 9/7/2015), Las Vegas Theo mùa: Minneapolis/St. Paul | 3             |
| Sun Country Airlines                                   | Minneapolis/St. Paul | 2             |
| Swiss International Air Lines                          | Zürich | TBIT          |
| Thai Airways                                           | Bangkok-Suvarnabhumi, Seoul-Incheon | TBIT          |
| Tranaero Airlines                                      | Moscow-Domodedovo | TBIT          |
| Turkish Airlines                                       | Istanbul-Atatürk | TBIT          |
| United Airlines                                        | Baltimore, Boston, Cancún, Chicago-O'Hare, Cleveland, Denver, Hilo, Honolulu, Houston-Intercontinental, Kahului, Kailua-Kona, Las Vegas, Lihue, London‑Heathrow, Melbourne, Thành phố México, New Orleans, New York-JFK, Newark, Orlando, Puerto Vallarta, San Francisco, San José del Cabo, Seattle/Tacoma, Thượng Hải-Phố Đông, Sydney, Tokyo-Narita, Washington-Dulles,Thành Phố Hồ Chí Minh Theo mùa: Leon/Del Bajio, San Antonio | 7, 8          |
| United Express                                         | Albuquerque, Austin, Boise, Carlsbad (ngừng từ ngày 6/4/2015), Colorado Springs, Dallas/Fort Worth, Durango (Mexico), El Paso, Fresno, Las Vegas, León/Del Bajío, Minneapolis/St. Paul, Monterey, Oklahoma City, Palm Springs, Phoenix, Reno/Tahoe, Sacramento, Salt Lake City, San Antonio, San Diego, San Luis Obispo, Santa Barbara, Santa Maria, Seattle/Tacoma, Tucson, Vancouver Theo mùa: Aspen, Bozeman, Hayden/Steamboat Springs, Jackson Hole, Montrose | 7, 8          |
| Virgin America                                         | Boston, Cancún, Chicago-O'Hare, Dallas-Love, Fort Lauderdale, Las Vegas, New York‑JFK, Newark, Orlando, San Francisco, Seattle/Tacoma, Washington‑Dulles | 3             |
| Virgin Atlantic Airways                                | London-Heathrow | 2             |
| Virgin Australia                                       | Brisbane, Sydney | TBIT3         |
| Volaris                                                | Aguascalientes, Guadalajara, Thành phố México, Morelia, Uruapan, Zacatecas | 2             |
| WestJet                                                | Calgary, Edmonton, Vancouver | 2             |

### Hàng hóa
| Hãng hàng không                    | Các điểm đến |
| ---------------------------------- | --- |
| ABX Air                            | Cincinnati, Guadalajara, Thành phố México, Portland (OR), San Francisco, San José (Costa Rica), Seattle‑Boeing    |
| AeroUnion                          | Guadalajara, León/El Bajío, Thành phố México, Monterrey                                                           |
| Air China Cargo                    | Bắc Kinh-Thủ đô                                                                                                   |
| Air Transport International        | Toledo |
| Aloha Air Cargo                    | Honolulu |
| Ameriflight                        | Phoenix, Tucson                                                                                                   |
| Asiana Cargo                       | Seoul-Incheon |
| Atlas Air                          | Fairbanks, Guam                                                                                                   |
| Cargolux                           | Calgary, Glasgow-Prestwick, Indianapolis, Luxembourg, Thành phố México                                            |
| Cathay Pacific Cargo               | Anchorage, Hong Kong, Thành phố México, San Francisco, Vancouver                                                  |
| China Airlines Cargo               | Anchorage, Osaka, San Francisco, Đài Bắc-Đào Viên                                                                 |
| China Cargo Airlines               | Thượng Hải-Phố Đông                                                                                               |
| China Southern Cargo               | Thượng Hải-Phố Đông, Vancouver, Trịnh Châu                                                                        |
| Emirates SkyCargo                  | Copenhagen, Dubai-Al Maktoum, Thành phố México, Zaragoza                                                          |
| EVA Air Cargo                      | Anchorage, San Francisco, Đài Bắc-Đào Viên                                                                        |
| FedEx Express                      | Auckland, Fort Worth/Alliance, Honolulu, Indianapolis, Memphis, Newark, Oakland, Portland (OR), San Diego, Sydney |
| Florida West International Airways | Bogotá |
| Kalitta Air                        | Honolulu, Seoul-Incheon                                                                                           |
| Korean Air Cargo                   | Anchorage, San Francisco, Seoul-Incheon, Tokyo-Narita                                                             |
| Qatar Airways Cargo                | Luxembourg, Thành phố México, Doha, Qatar                                                                         |
| Lufthansa Cargo                    | Frankfurt |
| MasAir                             | Guadalajara, Mérida, Thành phố México, Quito, Campinas-Viracopos                                                  |
| Nippon Cargo Airlines              | Tokyo-Narita |
| Polar Air Cargo                    | Anchorage, Cincinnati/Northern Kentucky, Seoul-Incheon, Thượng Hải-Phố Đông                                       |
| Singapore Airlines Cargo           | Anchorage, Brussels, Chicago-O'Hare, Dallas/Fort Worth                                                            |
| Southern Air                       | Hong Kong, Leipzig/Halle                                                                                          |
| UPS Airlines                       | Dallas/Fort Worth, Louisville                                                                                     |
| Yangtze River Express              | Thượng Hải-Phố Đông                                                                                               |